# Tacksamhet

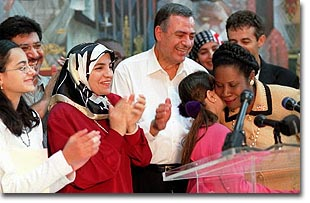
Applåder och kramar är vanliga sätt att framföra den tacksamhet man känner inför något som en person har utfört.

Tacksamhet är en positiv känsla eller attityd inför något som någon annan har gjort. Den handling som kan ge upphov till tacksamhet är något som (a) på något sätt kostade personen som utförde handlingen (b) upplevs värdefullt av den som känner tacksamhet och (c) var en medveten handling. Tacksamhet kan också vara en känsla eller ett tillstånd av upprymdhet och tillfredsställelse över något man har, till exempel familj, hem eller arbete.
Otacksamhet är inte bara en brist på tacksamhet utan kan även vara en egen, negativ, attityd. Otacksamhet kan exempelvis uppstå som en följd av att personen som utför en handling inte har (eller inte upplevs ha) ärliga motiv, men också som ett resultat av exempelvis prestige inför en faktiskt välmenad handling, något som kan upplevas negativt av en tredje person.
Tacksamhet kan uttryckas med ord (tack), gester eller gåvor. Vanliga tacksamhetsgester är applåder eller en kram.
Enligt svensk folktro var det inte alltid rätt att tacka. Om man anlitade en klok gumma eller gubbe för att botas från sjukdom skulle man inte tacka efteråt, för då omintetgjordes hela botarbetet. Ett annat illustrativt exempel är en berättelse om en fiskarpojke som skulle mönstra på sin första fiskebåt. I besättningens närvaro överlämnades en gåva till pojken, som dock inte kände till vad han förväntades säga enligt seden. Sålunda tackade pojken artigt, varpå den äldre fiskaren snabbt svarade: ”Kyss mig i ändan!” Med sitt tack hade pojken varit nära att orsaka olycka, men fiskargubben avvärjde olyckan med sitt kraftuttryck.